# 張弘弼
張弘弼（16世紀—17世紀），字汝翼，號夢諧，山東濟南府霑化縣人，明朝、南明政治人物。

## 生平
張弘弼是崇禎六年（1633年）山東舉人，次年（1634年）聯捷進士，獲授直隸高陽知縣，懲治縣內犯法的皇親貴戚和宦官親屬；又稽查地馬疏量，讓平民安寧。。
之後張弘弼調任薊鎮推官，不收受餽贈；再轉任南京戶部河南司主事。弘光時升任江西司郎中，因病辭官回鄉，順治初年拒絕清朝徵用，後事不詳。

## 事跡
張弘弼任高陽知縣時，城池塌陷，他親自監修。西門北三次倒下，衙役看到門下有一物件，紅頭，長二尺許，出土即潰，張弘弼寫文祭祀，方得竣工。

## 引用
1. ↑  民國《霑化縣志·卷四·登進志》：張宏【弘】弼 崇禎癸酉科，見進士。
2. 1 2  錢海岳《南明史·卷三十一·列傳第七》：弘弼，字汝翼，霑化人。崇禎七年進士。授高陽知縣，修城浚隍。邑有二宰二戚碗，內臣且數家，有犯輒寘法。
3. ↑  民國《霑化縣志·卷二·人物志一》：張宏【弘】弼，字汝翼，號夢諧，崇禎甲戌進士。授高陽令，邑有兩宰輔、兩戚畹，內宦且數家，弼曰：「吾豈畏強禦哉？」有犯者，處置之法。時最苦俵馬，每限於豪貴，多不均，弼為稽地畝覈馬數，民至是無害。城圮，躬督修築，西門北丈餘，三築而三覆之隍；役者見有物，赤首，長二尺許，出則土潰，弼為文祭之，築遂竣。
4. ↑  錢海岳《南明史·卷三十一·列傳第七》：（弘光）時戶部司官先後可紀者，為葛遇朝、張弘弼、吳國斗、雍鳴鸞、趙明遠、許承欽、任弘震、區志遠、秦堈、夏時泰、曹璣、陸禹思、張大章、何應璜、方岳朝、周憲申、蔡元宸、陳宗大、趙翼心、盛黃、周伯瑞、張永禧、劉世斗、侯鼎鉉、傅如湯、張鼎隅、趙悅心、王際泰、章甫、徐懋賢、倪元善。……遷薊鎮推官，卻羨金。陞河南司主事、江西司郎中。清召不出。
5. ↑  民國《霑化縣志·卷二·人物志一》：嘗任薊鎮推官，有餽暮夜金者，弼峻却之。歷官南京戶部主事，以疾告歸。順治初徵不起。